# Micky Weche
Micky Weche – kenijski piłkarz grający na pozycji obrońcy. W swojej karierze rozegrał 17 meczów i strzelił 2 gole w reprezentacji Kenii.

## Kariera klubowa
W swojej karierze piłkarskiej Weche grał w klubie AFC Leopards.

## Kariera reprezentacyjna
W reprezentacji Kenii Weche zadebiutował 1 sierpnia 1987 roku w przegranym 0:1 meczu Igrzysk Afrykańskich 1987 z Tunezją, rozegranym w Kasarani. Z Kenią zajął 2. miejsce w tym turnieju. W 1988 roku wystąpił w Pucharze Narodów Afryki 1988, w grupowym meczu z Nigerią (0:3).
W 1990 roku Weche powołano do kadry na Puchar Narodów Afryki 1990. Zagrał w nim w jednym meczu grupowym, z Kamerunem (0:2).
W 1992 roku Weche został powołany do kadry na Puchar Narodów Afryki 1992. Zagrał w nim w dwóch meczach grupowych: z Nigerią (1:2), w którym strzelił gola i z Senegalem (0:3). Od 1987 do 1992 wystąpił w kadrze narodowej 17 razy i strzelił 2 gole.